# Kleine Antillen
De Kleine Antillen zijn een eilandengroep in de Caraïbische Zee. Ze maken onderdeel uit van de Antillen en van het Caraïbisch Gebied. Aangenomen wordt dat ze vanuit het vasteland van Zuid-Amerika (Venezuela) zijn bevolkt door Arowakken. De Kleine Antillen kunnen worden onderverdeeld in de Bovenwindse Eilanden en Benedenwindse Eilanden. Op de Kleine Antillen wonen circa 4 miljoen mensen. De oppervlakte bedraagt ongeveer 14.000 km².

## Bovenwindse Eilanden
Dit is de grootste groep eilanden van de Kleine Antillen. De eilandengroep begint na Puerto Rico en eindigt voor de kust van Venezuela. Puerto Rico maakt onderdeel uit van de Grote Antillen. Aangezien de heersende wind in die regio - de passaat - uit het noordoosten komt, bereikt deze dus eerst de Bovenwindse Eilanden.
Leeward Islands

De eilanden die in het Nederlands "bovenwinds" heten worden in het Engels onderscheiden in Leeward Islands en Windward Islands. De noordelijkste groep, van de Maagdeneilanden zuidwaarts tot en met Dominica, heet "Leeward Islands". ("Leeward" = lijzijde: beschutte zijde, kant waarheen de wind waait).
- De Maagdeneilanden
- Anguilla
- SSS-eilanden
  - Sint Maarten / Saint-Martin
  - Saba
  - Sint Eustatius
- Saint-Barthélemy
- Antigua
- Barbuda
- Saint Kitts
- Nevis
- Montserrat
- Guadeloupe
- Dominica

Windward Islands

De eilanden ten zuiden van Dominica, vanaf Martinique, worden in het Engels de Windward Islands genoemd.
- Martinique
- Saint Lucia
- Barbados
- Saint Vincent
- Grenadines
- Grenada
- Trinidad
- Tobago

## Benedenwindse Eilanden
Dit is een kleinere groep eilanden voor de kust van Venezuela, die in het Engels Leeward Antilles genoemd worden.
- Venezolaanse Antillen
  - Islas Los Testigos
  - La Sola
  - Islas Los Frailes
  - Isla Margarita
  - Coche
  - Cubagua
  - Islas Los Hermanos
  - Blanquilla
  - La Tortuga
  - Orchila
  - Islas Los Roques
  - Islas de Aves
- ABC-eilanden
  - Aruba
  - Bonaire en Klein Bonaire
  - Curaçao en Klein Curaçao

- Islas Los Monjes (Venezuela)